# Oratorio del Santissimo Sacramento e delle Cinque Piaghe
Oratorio del Santissimo Sacramento e delle Cinque Piaghe är ett oratorium i Rom, helgat åt Altarets allraheligaste sakrament och Jesu fem sår. Oratoriet är beläget vid Via dei Baullari, mellan Campo dei Fiori och Corso Vittorio Emanuele II i Rione Parione och tillhör församlingen San Lorenzo in Damaso.

## Historia
År 1501 grundade en präst och fyra lekmän ett sällskap, Santissimo Sacramento e delle Cinque Piaghe, med uppgift att sprida tillbedjan av det heliga sakramentet samt bära viaticum till de döende. Påve Julius II upphöjde 1508 sällskapet till brödraskap (confraternita) och några år senare till ärkebrödraskap (arciconfraternita).
Det ursprungliga oratoriet uppfördes, med hjälp av generösa donationer, i början av 1600-talet vid den närbelägna Vicolo dell'Aquila, i närheten av basilikan San Lorenzo in Damaso. Arkitekt var Giulio Rainaldo.
År 1863 restaurerades och ombyggdes oratoriet av arkitekten Luigi Tedeschi, och den nya fasaden vid Via dei Baullari gavs en nyklassicistisk prägel med bland annat kolonner samt karyatider som pryder attikavåningen.
Under 1900-talet upphörde brödraskapets samlingar i oratoriet. I interiören bevaras en målning från slutet av 1500-talet, som framställer Kristus visande sina sår.
Oratoriet dekonsekrerades i slutet av 1900-talet, men har sedan dess återkonsekrerats.